# یوکی هاریگومه
یوکی هاریگومه (ژاپنی: 堀米 勇輝؛ زادهٔ ۱۳ دسامبر ۱۹۹۲) یک بازیکن فوتبال اهل ژاپن است.
از باشگاه‌هایی که در آن بازی کرده‌است می‌توان به باشگاه فوتبال ونتفورت کوفو، باشگاه فوتبال رواسو کوماموتو، باشگاه فوتبال اهیمه، باشگاه فوتبال کیوتو سانگا و باشگاه فوتبال جف یونایتد چیبا اشاره کرد.